# Omar Royero
Omar Royero Gutiérrez (Barranquilla, Colombia, 24 de octubre de 1975) es un exfutbolista y entrenador colombiano. Actualmente es asistente técnico del Club Sport Cartaginés.
Fue campeón con el primer título histórico del Municipal Pérez Zeledón en el 2005.

## Clubes

### Como jugador
| Club               | País       | Año       |
| ------------------ | ---------- | --------- |
| Atlético Junior    | Colombia   | 1996-1997 |
| Deportivo Cali     | Colombia   | 1998      |
| Deportivo Pasto    | Colombia   | 1999-2001 |
| Deportivo Cali     | Colombia   | 2002      |
| Pérez Zeledón      | Costa Rica | 2002-2005 |
| Cobán Imperial     | Guatemala  | 2005      |
| Municipal Liberia  | Costa Rica | 2006      |
| Santos de Guápiles | Costa Rica | 2006-2007 |
| Carmelita          | Costa Rica | 2007-2009 |
| UCR Fútbol Club    | Costa Rica | 2009-2012 |

### Como segundo entrenador
| Club              | País       | Año           |
| ----------------- | ---------- | ------------- |
| UCR Fútbol Club   | Costa Rica | 2013-2015     |
| Belén F. C.       | Costa Rica | 2015          |
| L. D. Alajuelense | Costa Rica | 2016          |
| Pérez Zeledón     | Costa Rica | 2016-2019     |
| Sporting F. C.    | Costa Rica | 2021-2022     |
| Cartaginés        | Costa Rica | 2025-presente |

### Como técnico
| Club            | País       | Año       |
| --------------- | ---------- | --------- |
| UCR Fútbol Club | Costa Rica | 2015      |
| Pérez Zeledón   | Costa Rica | 2019-2020 |
| San José F. C.  | Costa Rica | 2022-2023 |
| C. D. Pavas     | Costa Rica | 2023      |
| C. D. Pavas     | Costa Rica | 2024      |

## Palmarés

### Como jugador

#### Títulos nacionales
| Título                         | Club           | País       | Año  |
| ------------------------------ | -------------- | ---------- | ---- |
| Categoría Primera A            | Deportivo Cali | Colombia   | 1998 |
| Primera División de Costa Rica | Pérez Zeledón  | Costa Rica | 2005 |